# Функционал
В математиката функционал е изображение от линейно пространство на функции в съответното му поле, обикновено това са комплексните числа. С други думи, това е функция, която съпоставя на аргумент функция комплексно число. За първи път се използва във вариационното смятане, където се търси функцията, която минимизира даден функционал. Приложението му във физиката е да се търси такова състояние на система, което минимизира функционала на енергията.
Особен вид функционали, т.нар. линейни функционали се изучават в теорията на дуалните пространства.
Трансформацията на функции е по-общо понятие, виж оператор.

## Примери

### Дуалност
Да забележим, че изображението
{\displaystyle x_{0}\mapsto f(x_{0})}
е функция. Тук {\displaystyle x_{0}} е аргументът на функцията. Същевременно изображението на функция в стойността ѝ в дадена точка
{\displaystyle f\mapsto f(x_{0})}
е функционал, тук {\displaystyle x_{0}} е параметър.
Когато f е линейна функция от линейно пространство в съответното поле, горните линейни изображения са дуални едно на друго и във функционалния анализ се наричат линейни функционали.

### Интеграл
Интеграли като например
{\displaystyle f\mapsto I[f]=\int _{\Omega }H(f(x),f'(x),\ldots )\;\mu ({\mbox{d}}x)}
оформят особен вид функционали. Те изобразяват функция f в реално число, при условие, че H приема реални стойности. Ето още примери
- лицето под графиката на положителна фунцкия f

{\displaystyle f\mapsto \int _{x_{0}}^{x_{1}}f(x)dx}
- Lp норма на функция

{\displaystyle f\mapsto \left(\int |f|^{p}dx\right)^{1/p}}
- дължина на крива в n-мерно пространство

{\displaystyle f\mapsto \int _{x_{0}}^{x_{1}}{\sqrt {1+|f'(x)|^{2}}}dx}

## Функционално уравнение
Традиционно това понятие се употребява за уравнения с функционали: уравнението F = G между два функционала може да се възприеме като 'уравнение' с решения функции. Например всяка адитивна функция f е решение на функционалното уравнение
f(x+y) = f(x) + f(y).

## Производни на функционали
Производна на функционал се използва в механиката и дава сведения за това как функционалът се изменя, когато функцията се изменя по малко. Виж вариационно смятане.